# Cedric Dubler
Cedric Dubler, född 13 januari 1995, är en australisk friidrottare. Han deltog vid olympiska sommarspelen 2016 och olympiska sommarspelen 2020.olympiska sommarspelen 2020